# Bekamo
Bekamo is de naam van twee zusterbedrijven, een in Berlijn en een in Rumburg (toen nog Tsjecho-Slowakije). Beide motorfietsmerken waren eigendom van Hugo Ruppe.

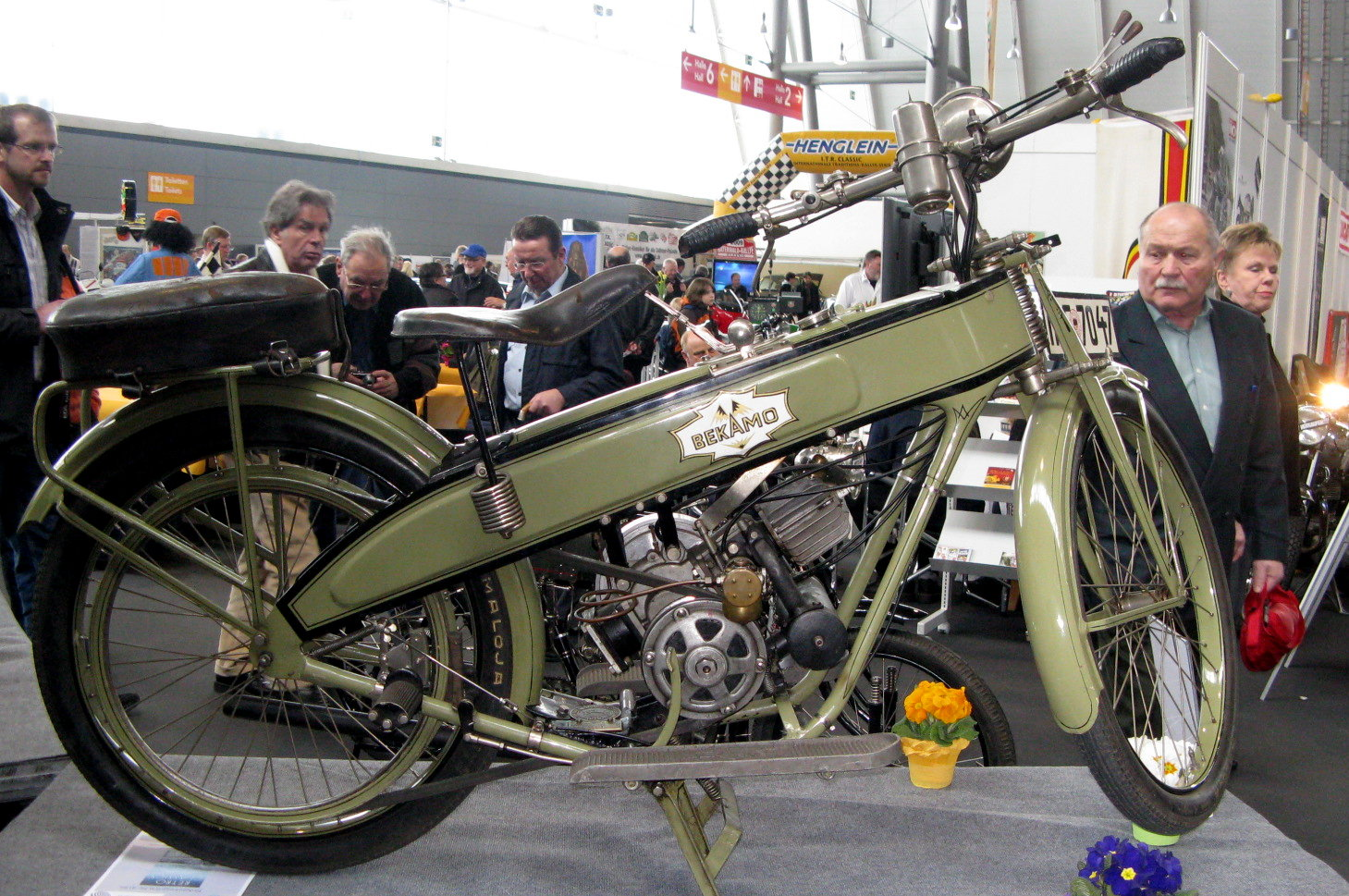
3,5 pk Bekamo uit 1922

## Hugo Ruppe
Oprichter Hugo Ruppe was een vakbekwaam constructeur, die een aantal patenten op zijn naam had. Hij had aanvankelijk samen met vader Arthur Ruppe de Apollo-automobielen gebouwd, in 1909 richtte hij zijn eigen M.A.F.-autofabriek op en na de Eerste Wereldoorlog legden zijn "Des Knaben Wunsch" speelgoedmotor en "Das Kleine Wunder" rijwiel-hulpmotor de basis voor het succes van DKW.

## Bekamo (Berlijn)
De bedrijfsnaam was: Berliner-Kleinmotoren Aktiengesellschaft, later Berliner-Kraftfahrzeug-Aktiengesellschaft, Berlin.
Na zijn vertrek bij DKW begon Ruppe in 1921 zijn eigen motorfietsmerk, Bekamo. Hij ontwikkelde een 122cc-tweetaktmotor met vulpomp (ladepumpe) die aanvankelijk niet succesvol was vanwege het deels essenhouten frame. Het motortje was echter erg sterk en al snel kochten veel nieuwe Duitse motorfietsmerken het als inbouwmotor voor hun eigen motorfietsen. Ruppe ontwikkelde ook een vergelijkbare 174cc-motor.

## Bekamo (Rumburg)
De bedrijfsnaam was: Kaehlert & Ruppe AG, Motorradwerke, Rumburg.
In 1924 vertrok Ruppe naar Rumburg (Silezië), waar hij zijn bedrijf voortzette onder de naam Kaehlert& Ruppe. In Rumburg werden nog steeds de 122- en 174cc-tweetaktmotoren gemaakt, maar ze werden nu gemonteerd in omgebouwde TX-frames. Dit waren tankframes, waarvan de bovenste framebuis een grote diameter had en als brandstoftank diende. Ze waren ontwikkeld door coureur/constructeur Kurt Pohle voor de firma Westendarp & Pieper in Berlijn. Deze motorfietsen werden echter geen succes. Een zwaarder 250cc-model met een normaal frame kwam in 1929 op de markt, te laat om het bedrijf nog te redden. Toen de Grote Depressie uitbrak moest Ruppe in 1930 zijn bedrijf sluiten.